# غواصة يو-71
يو-71 هي غواصة ألمانية خدمت ضمن 329 غواصة في البحرية الإمبراطورية الألمانية خلال الحرب العالمية الأولى. شاركت في واحد من اهم المعارك   البحرية في الحرب العالمية الأولى المشهورة  بمعركة الأطلسي الأولى.